# 8313 Christiansen
8313 Christiansen è un asteroide della fascia principale. Scoperto nel 1996, presenta un'orbita caratterizzata da un semiasse maggiore pari a 2,6117992 UA e da un'eccentricità di 0,1692516, inclinata di 14,68411° rispetto all'eclittica.